# Гум (остров)
Гум (азерб. Qum adası), Гум-Зиря (азерб. Qum Zirə) или Таза-Зиря (азерб. Təzə Zirə) — остров в Каспийском море у южного побережья Апшеронского полуострова. Один из островов Бакинского архипелага, расположен в восточной части Бакинской бухты.

## География
Остров расположен в 4 км к юго-востоку от мыса Султан.
Площадь острова — 1,3 км². Длина острова приблизительно равна 3 км, ширина на некоторых участках достигает 450 м. Остров сложен из пород неогенной и антропогенной систем. Поверхность острова покрыта песком.
Прибрежная зона — мелководная. Надводная песчаная коса в западной части острова переходит в отмель с глубинами 4 м. Глубина к северу от острова не превышает 3 м, а на восточной части составляет 3—4 м, увеличиваясь до 5—6 м.

## История
В результате геологоразведочных работ проводимых на данном участке в 1951 году, были обнаружены залежи нефти и газа имеющие промышленное значение. В советские годы на острове находилось нефтегазодобывающее управление имени Серебровского.
В 1960 году была построена дамба, по которой проходит шоссе, соединяющее остров с Апшеронским полуостровом.

## Топонимика
Остров получил своё название из-за того, что его поверхность покрыта песком и ракушечником. В литературе также встречается название «Песчаный», которое является переводом азербайджанского названия на русский язык.